# 실리구리 회랑

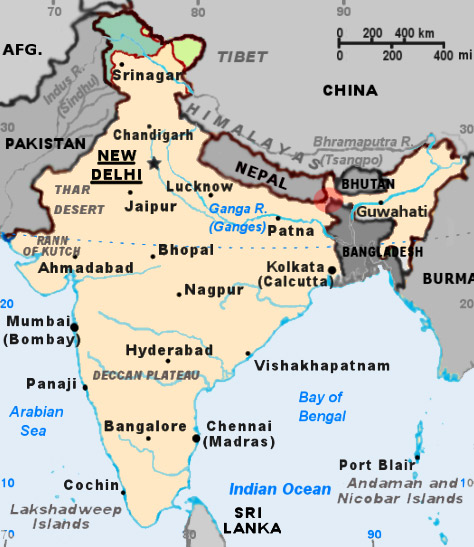
인도 내에서의 위치

실리구리 회랑(Siliguri Corridor)은 인도 서벵골주 실리구리 주변에 남쪽으로는 방글라데시에, 북쪽으로는 네팔과 부탄에 둘러싸여 회랑처럼 가늘게 남아있는 인도의 영토를 말한다. 인도 북동부와 인도 "본토" 사이를 이어준다.
인도 독립 당시 벵골 분할로 동파키스탄(지금의 방글라데시)가 떨어져 나오면서 형성되었다. 과거 시킴 왕국도 북부에 접하고 있었으나 1975년 인도로 합병되었다.

## 같이 보기
- 북동인도
- 방글라데시-인도 국경